# Annaberger Faltstern

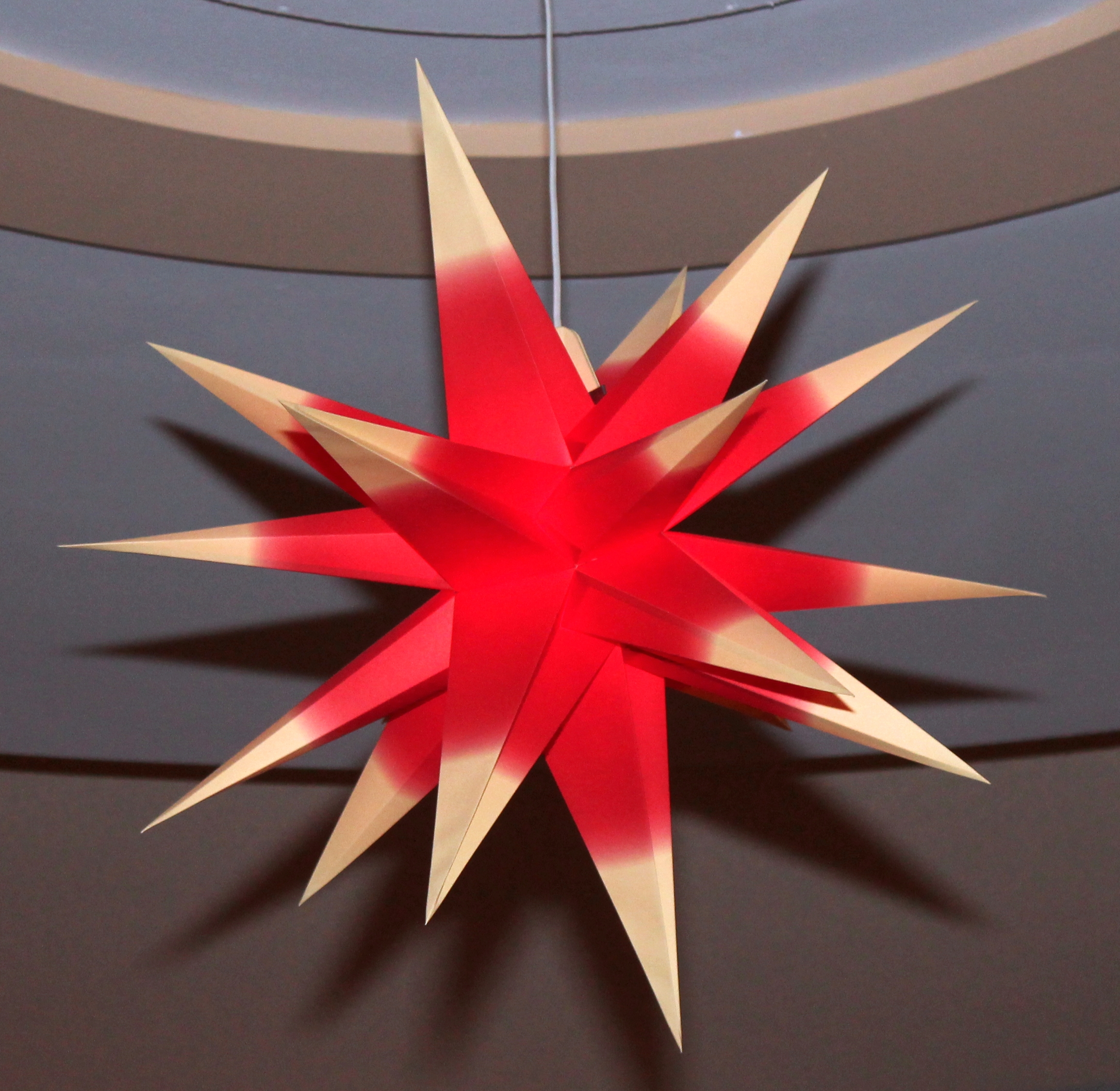
Annaberger Faltstern

Der Annaberger Faltstern (nach seinem Erfinder Kurt Karl Friedrich auch Friedrich-Stern genannt) ist ein beleuchteter Weihnachtsstern aus Annaberg-Buchholz im Erzgebirge. Der Name Annaberger Faltstern ist eine seit 2007 durch die Stadt Annaberg-Buchholz geschützte Wortmarke. Der Faltstern wird seit 1924 produziert. Er gilt neben dem Herrnhuter Stern (seit 1821), dem Original Hartensteiner Stern (seit 1948) und dem Original Haßlauer Stern (seit 1985) als typischer traditioneller Adventsstern aus Sachsen.

## Geschichte

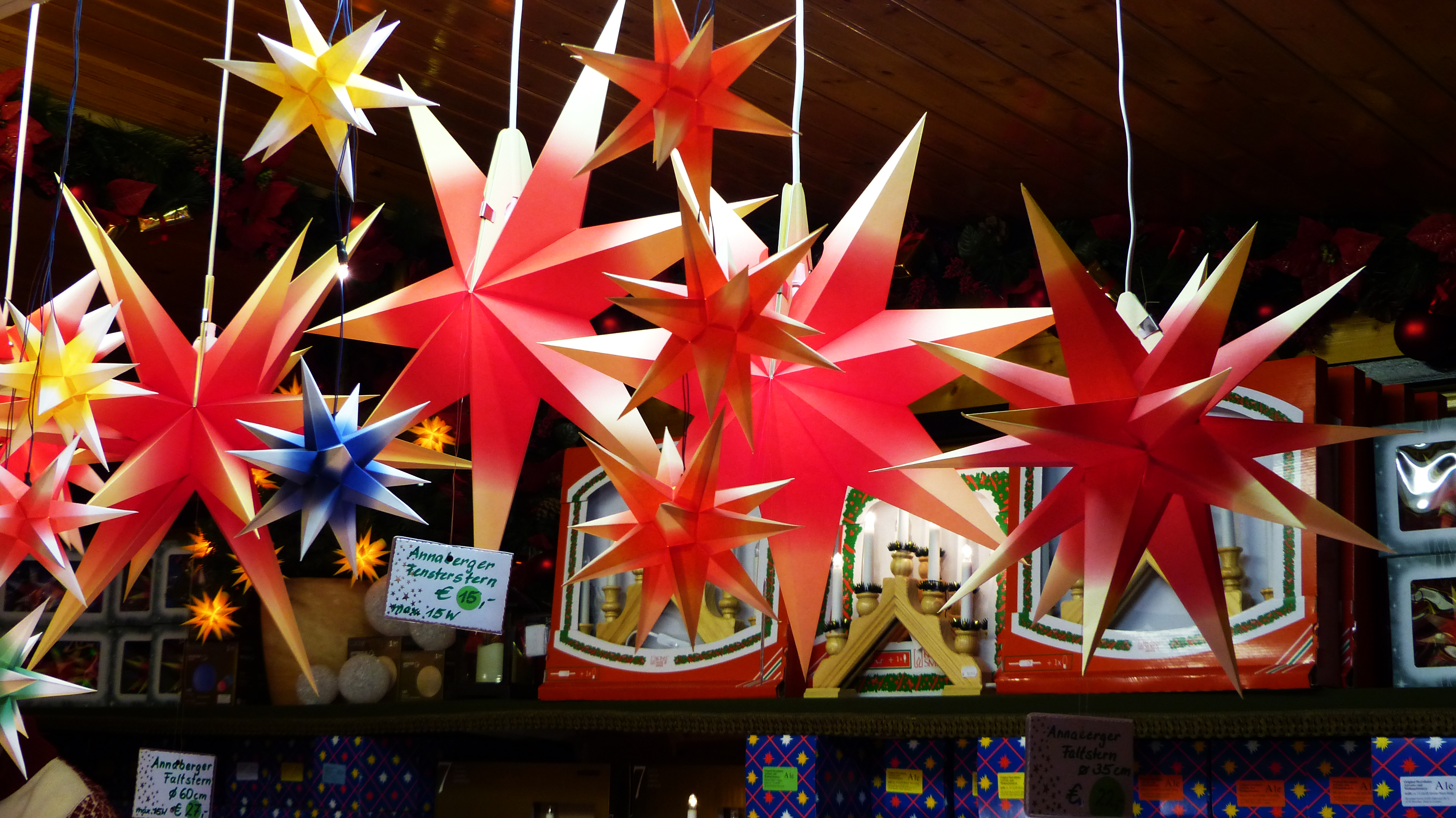
Annaberger Falt- und Fenstersterne

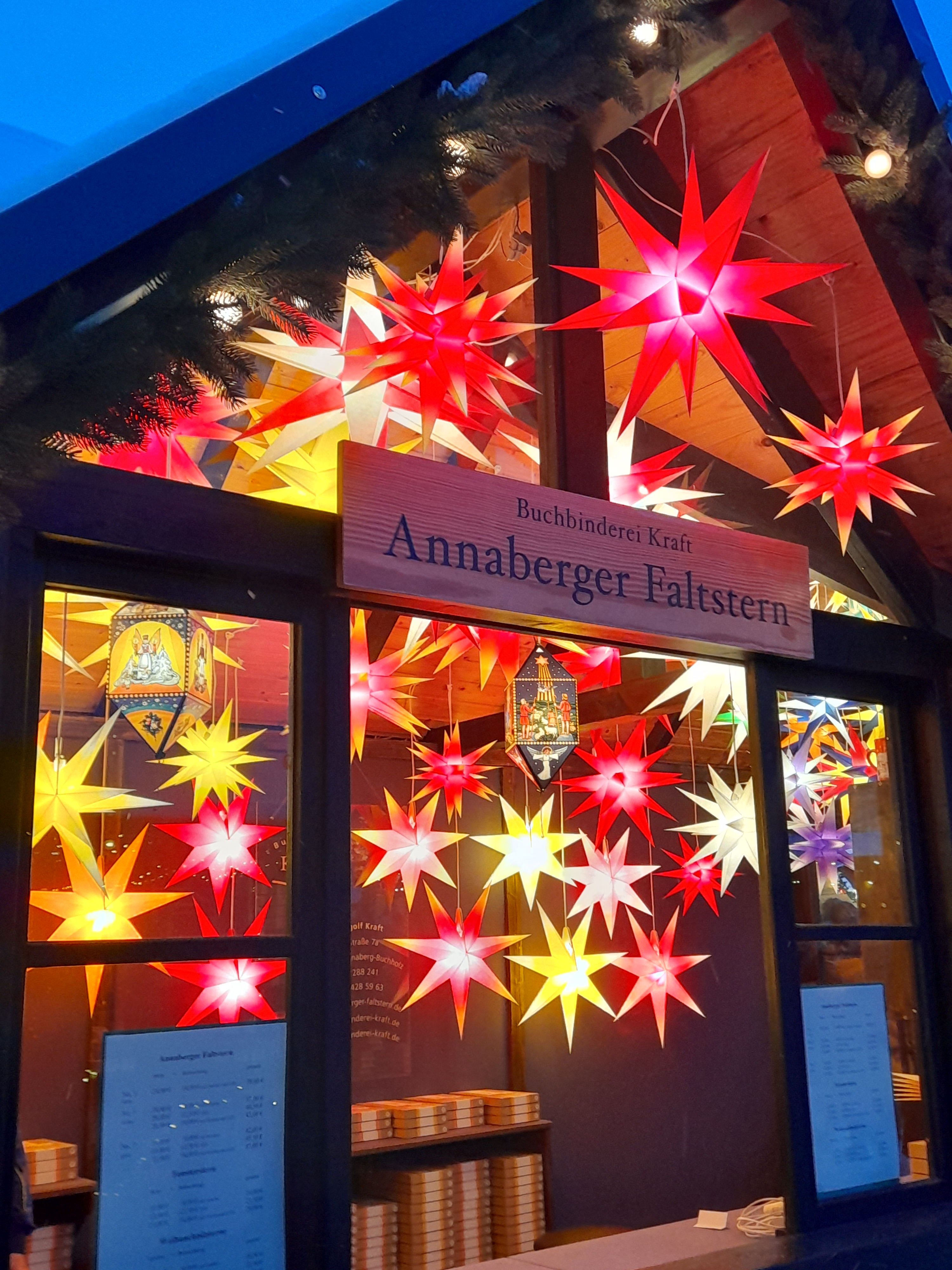
Annaberger Faltsterne auf dem Annaberger Weihnachtsmarkt

Benannt ist der Stern nach dem Herstellungsort Annaberg im Erzgebirge. Dort wird der Stern seit 1924 in Handarbeit gefertigt. Damals konstruierte der Kartonagenfabrikant Kurt Karl Friedrich einen faltbaren Adventsstern aus Papier, der bald als „Friedrich-Stern“ über das Erzgebirge hinaus bekannt wurde. Einige Exemplare erleuchteten in den 1920er-Jahren auch das Deutsche Theater in München. Im Jahr 1926 wurde der Stern patentrechtlich geschützt. Der faltbare Stern hat neben dem deutschen Patent seit dem 20. Dezember 1927 auch ein US-Patent (Nr. 1653206).
Die Anmeldung der Marke „Original Annaberger Faltstern“ wurde vom Deutschen Patent- und Markenamt im Jahr 2000 wegen „Fehlen[s] jeglicher Unterscheidungskraft sowie beschreibender Angabe“ abgelehnt. Die Marke „Annaberger Faltstern“ wurde 2007 genehmigt.
Seit 1994 bzw. 1996 stellt die Buchbinderei Kraft, die die Lizenz für den Stern mit den 18 Zacken erwarb, den Annaberger Faltstern in Handarbeit her. Jährlich werden rund 20.000 Sterne produziert, die unter anderem auch in die Schweiz, nach Schweden und in die Niederlande exportiert werden.

## Beschreibung

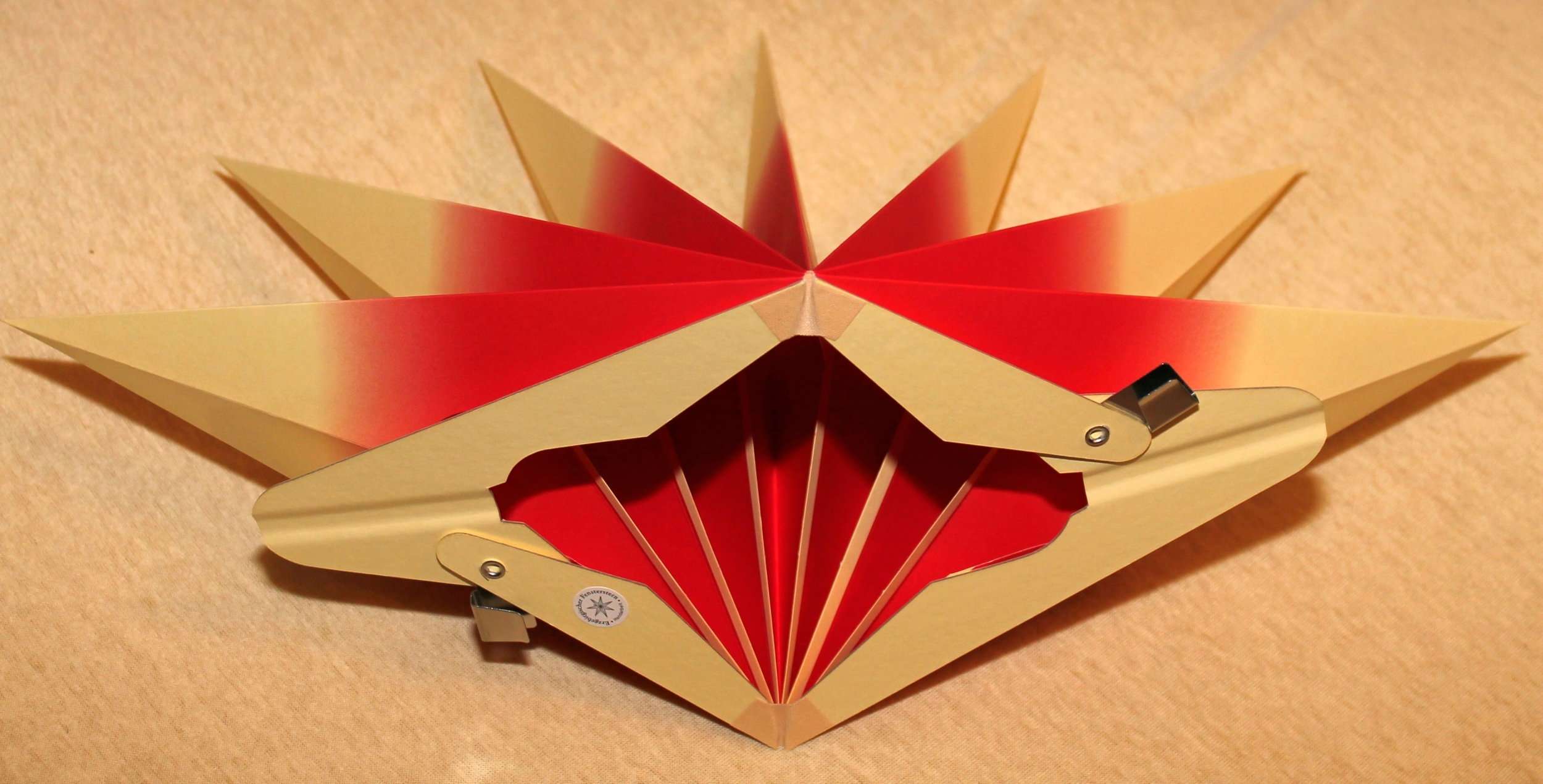
Erzgebirgischer Fensterstern, halb aufgefaltet.

Anfänglich wurde der Weihnachtsstern in einer Größe von 65 Zentimetern in Massenproduktion gefertigt. Im Jahr 2008 existierten vier verschiedene Größen des Sterns, während er 2013 in drei Standardgrößen und zwei Grundformen produziert wurde. Der Stern wird in zahlreichen Farben hergestellt, darunter in Rot und Lila. Das Grundmaterial ist heute lackiertes 130–170 Gramm schweres Papier.
Der Papierstern wird so zusammengefaltet, dass er in eine flache Schachtel passt, in der er in den Handel gelangt. Mit einem Handgriff wird er zum räumlichen Objekt aufgefaltet; das Prinzip ähnelt dem eines Lampions, wobei der Annaberger Faltstern heutzutage von innen elektrisch beleuchtet wird.
Während der dreidimensionale Annaberger Faltstern zumeist mitten im Raum angebracht wird, kann die flachere Variante, der „Erzgebirgische Fensterstern“, an Wände gehängt oder zur Fensterbeleuchtung genutzt werden.

## Rezeption
Von der Kölner Künstlerin Silke Schatz wird der Annaberger Faltstern in einer Beschreibung als Beispiel eines „der Alltagskultur zugehörige[n] Bastelobjektes für jedermann“ herangezogen, das den Weihnachts- oder Adventsstern in einer seiner „trivialsten Version[en]“ zeige.